# Brownton
Brownton is een plaats (city) in de Amerikaanse staat Minnesota, en valt bestuurlijk gezien onder McLeod County.

## Demografie
Bij de volkstelling in 2000 werd het aantal inwoners vastgesteld op 807.
In 2006 is het aantal inwoners door het United States Census Bureau geschat op 797, een daling van 10 (-1,2%).

## Geografie
Volgens het United States Census Bureau beslaat de plaats een oppervlakte van
1,0 km², geheel bestaande uit land. Brownton ligt op ongeveer 314 m boven zeeniveau.

## Plaatsen in de nabije omgeving
De onderstaande figuur toont nabijgelegen plaatsen in een straal van 20 km rond Brownton.